# 杨树桢
杨树桢（1968年5月—）山西省原平市人，中国共产党及中华人民共和国官员。

## 生平
1988年7月加入中国共产党，1989年7月参加工作。1986年9月，考入山西大学哲学系马克思主义哲学专业学习。同时选修物理系理论物理专业课程。1989年7月提前毕业获学士学位，并考取山西大学哲学系硕士研究生。1989年7月，到山西省长治县苏店中学任教。1990年9月，回山西大学攻读硕士学位研究生，研究方向是马克思主义哲学认识论。1993年9月，考入中共中央党校攻读哲学博士学位，师从崔自铎，研究方向是认识论。
1996年7月自中共中央党校研究生部毕业，获哲学博士学位，被分配到中共中央办公厅调研室工作。1997年3月，到山东省临沂市罗庄区罗庄镇挂职锻炼一年，任镇党委副书记。1998年2月，回中共中央办公厅调研室工作。2009年4月起，任中共中央办公厅调研室五组组长。2013年起，任中共中央办公厅调研室综合调研组组长。
2015年4月调离中共中央办公厅调研室。此后任中央网络安全和信息化领导小组办公室（国家互联网信息办公室）政策法规局局长兼中国网络空间研究院院长。

## 著作
- 《实践与真理新论》